# Sturla Solhaug
Trond Sturla Solhaug (Fredvang, 11 giugno 1952) è un ex calciatore norvegese, di ruolo centrocampista.

## Carriera
Nato e cresciuto a Fredvang, nelle isole Lofoten, si è trasferito a Svolvær nel 1971, dove ha iniziato a giocare per la squadra omonima. Con l'intento di dare una svolta alla sua carriera calcistica, si è messo in contatto con Frigg, Vålerengen, Lyn Oslo e Stabæk.
L'anno seguente è stato così in forza allo Stabæk. Ha esordito con questa maglia in data 30 aprile 1972, trovando anche una rete nella vittoria per 1-2 in casa del Verdal. Nel corso di quella stagione ha totalizzato 11 presenze in campionato, mettendo a referto 5 reti.
Successivamente, Solhaug si è trasferito al Bodø/Glimt. Nel 1975, con la squadra militante al secondo livello del campionato locale, il Bodø/Glimt ha vinto l'edizione stagionale del Norgesmesterskapet, col 2-0 inflitto al Vard Haugesund in finale: Solhaug, subentrato dalla panchina, è stato autore di una rete.
In virtù di questo successo, il Bodø/Glimt ha partecipato alla successiva edizione della Coppa delle Coppe: il 15 settembre 1976, Solhaug ha debuttato quindi nelle competizioni europee per club, venendo schierato titolare nella partita persa per 0-2 contro il Napoli. Alla fine di quella stessa annata, il Bodø/Glimt si è guadagnato la promozione nella massima divisione norvegese.
Solhaug ha calcato i campi della 1. divisjon fino al 1980, quando il Bodø/Glimt è retrocesso. È rimasto in forza al club fino al 1983.
Nel 1984, Solhaug si è trasferito al Tromsø. Ha debuttato con questa casacca il 29 aprile, sostituendo Trond Gunnar Nilsen nel pareggio per 0-0 arrivato contro il Mo. Nel 1986 ha militato nelle file del Lyngen.

## Statistiche

### Presenze e reti nei club
| Stagione          | Club              | Campionato        | Campionato | Campionato | Coppe nazionali | Coppe nazionali | Coppe nazionali | Coppe continentali | Coppe continentali | Coppe continentali | Supercoppe | Supercoppe | Supercoppe | Totale | Totale |
| Stagione          | Club              | Comp              | Pres       | Reti       | Comp            | Pres            | Reti            | Comp               | Pres               | Reti               | Comp       | Pres       | Reti       | Pres   | Reti   |
| ----------------- | ----------------- | ----------------- | ---------- | ---------- | --------------- | --------------- | --------------- | ------------------ | ------------------ | ------------------ | ---------- | ---------- | ---------- | ------ | ------ |
| 1971              | Svolvær           | 2D                | ?          | ?          | CN              | ?               | ?               | -                  | -                  | -                  | -          | -          | -          | ?      | ?      |
| 1972              | Stabæk            | 2D                | 11         | 5          | CN              | ?               | ?               | -                  | -                  | -                  | -          | -          | -          | 11+    | 5+     |
| 1973              | Bodø/Glimt        | 2D                | ?          | ?          | CN              | ?               | ?               | -                  | -                  | -                  | -          | -          | -          | ?      | ?      |
| 1974              | Bodø/Glimt        | 2D                | ?          | ?          | CN              | ?               | ?               | -                  | -                  | -                  | -          | -          | -          | ?      | ?      |
| 1975              | Bodø/Glimt        | 2D                | ?          | ?          | CN              | ?               | ?               | -                  | -                  | -                  | -          | -          | -          | ?      | ?      |
| 1976              | Bodø/Glimt        | 2D                | ?          | ?          | CN              | ?               | ?               | CdC                | 2                  | 0                  | -          | -          | -          | 2+     | 0+     |
| 1977              | Bodø/Glimt        | 1D                | ?          | ?          | CN              | ?               | ?               | -                  | -                  | -                  | -          | -          | -          | ?      | ?      |
| 1978              | Bodø/Glimt        | 1D                | ?          | ?          | CN              | ?               | ?               | CdC                | 4                  | 0                  | -          | -          | -          | 4+     | 0+     |
| 1979              | Bodø/Glimt        | 1D                | ?          | ?          | CN              | ?               | ?               | -                  | -                  | -                  | -          | -          | -          | ?      | ?      |
| 1980              | Bodø/Glimt        | 1D                | ?          | ?          | CN              | ?               | ?               | -                  | -                  | -                  | -          | -          | -          | ?      | ?      |
| 1981              | Bodø/Glimt        | 2D                | ?          | ?          | CN              | ?               | ?               | -                  | -                  | -                  | -          | -          | -          | ?      | ?      |
| 1982              | Bodø/Glimt        | 2D                | ?          | ?          | CN              | ?               | ?               | -                  | -                  | -                  | -          | -          | -          | ?      | ?      |
| 1983              | Bodø/Glimt        | 2D                | ?          | ?          | CN              | ?               | ?               | -                  | -                  | -                  | -          | -          | -          | ?      | ?      |
| Totale Bodø/Glimt | Totale Bodø/Glimt | Totale Bodø/Glimt | ?          | ?          |                 | ?               | ?               |                    | 6                  | 0                  |            | -          | -          | ?      | ?      |
| 1984              | Tromsø            | 2D                | 4          | 0          | CN              | ?               | ?               | -                  | -                  | -                  | -          | -          | -          | 4+     | 0+     |
| 1986              | Lyngen            | 3D                | ?          | ?          | CN              | ?               | ?               | -                  | -                  | -                  | -          | -          | -          | ?      | ?      |
| Totale            | Totale            | Totale            | 15+        | 5+         |                 | ?               | ?               |                    | 6                  | 0                  |            | -          | -          | 21+    | 5+     |

## Palmarès

### Club
- Coppa di Norvegia: 1

Bodø/Glimt: 1975